# Pilier de la Comtesse

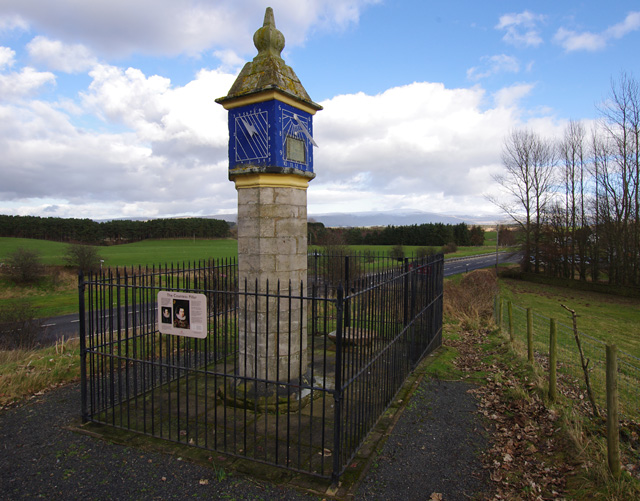
Pilier de la comtesse.

Le pilier de la Comtesse (Countess Pillar) est un monument du XVIIe siècle dans la commune britannique d’Eamont Bridge, dans le comté anglais de Cumbria, non loin du château de Brougham. Tout comme ce dernier, elle fait partie des propriétés de l’English Heritage.

## Historique
Le pilier a été érigé en 1656 par Anne Clifford, comtesse du Dorset et mécène littéraire, en mémoire de sa mère Margaret Clifford, comtesse de Cumbria, au dernier endroit où elles s’étaient vu.
On y voit le blason de la famille, ainsi qu’une inscription, où la comtesse Anne demande que de l’argent de la paroisse soit distribué aux pauvres, en souvenir de sa mère ; cette tradition a été perpétuée. Plus anecdotiquement, deux marque de francs-maçons sont gravées ; la première identifie un certain Jonathon Gledall, l’autre n’a pas été reconnue.

## Informations externes
- Historique du pilier sur le site de l’English Heritage.
- « Penrith - The Countess Pillar » sur le site visitcumbria.com.